# Ed's Redeeming Qualities
Ed's Redeeming Qualities was een alternatieve-folkgroep, opgericht in 1988. Bandleden waren Dan Leone, Dom Leone, Carrie Bradley (die ook met de The Breeders heeft meegespeeld), Neno Perrotta, en Jonah Winter. Dom Leone overleed aan kanker in 1989.
De band kreeg aandacht toen The Breeders hun nummer "Drivin' On 9" heeft gecoverd. De nummers van Ed's Redeeming Qualities waren vaak erg grappig en de nummers hadden vaak vreemde teksten.
Nadat de band uit elkaar ging, richtte Carrie Bradley de band 100 Watt Smile op. Neno Perrotta schreef een boek.

## Discografie
- Ed's Redeeming Qualities (tape)
- Ed's Kitchen (tape)
- Ed's Day (EP)
- More Bad Times (1990)
- It's All Good News (1991)
- Safe World Record (EP) (1992)
- Static & Weak Tea (tape) (1993)
- Big Grapefruit Clean-Up Job (live) (1995)
- Ed's Next Move (1996)
- At the Fish and Game Club (1996)
- Guess Who This Is (tributealbum voor Dom Leone met covers van verschillende ERQ nummers)